# 2,3,5-Trimethylphenol
2,3,5-Trimethylphenol ist eine chemische Verbindung aus der Gruppe der Alkylphenole. Es ist eines von sechs möglichen Trimethylphenolen und leitet sich vom Pseudocumol ab. Der Trivialname Pseudocumenol ergibt sich aus der Bezeichnung Cumenol für die strukturisomeren Isopropylphenole.

## Vorkommen

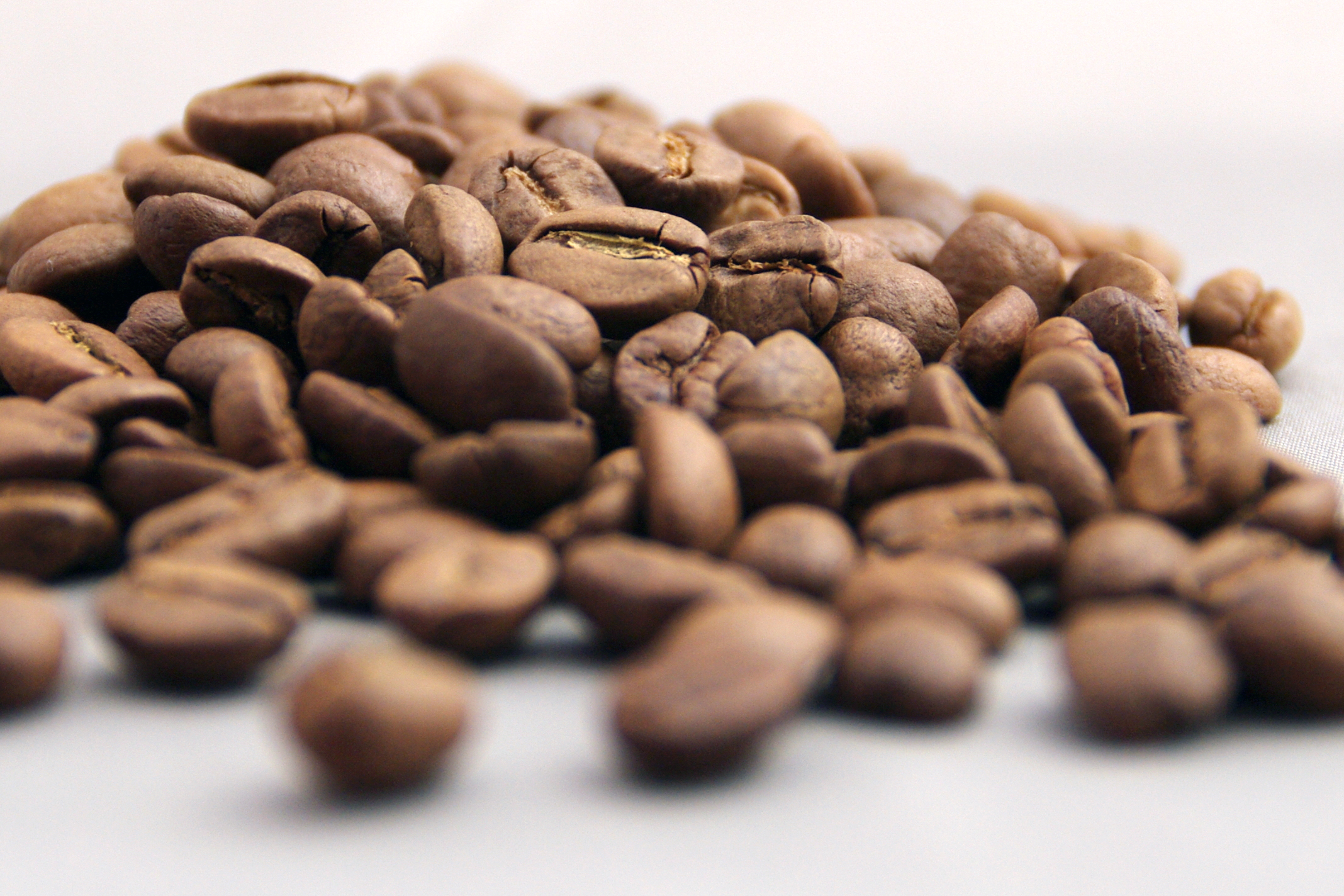
Geröstete Arabica-Bohnen

2,3,5-Trimethylphenol kommt natürlich in Arabica-Kaffeebohnen vor.

## Gewinnung und Darstellung

### Nach Edler 1885
2,3,5-Trimethylanilin wird einer Phenolverkochung unterzogen.

### Nach Jacobsen und Schnapauff 1885
2-Hydroxy-3,4,6-trimethylbenzoesäure (Oxydurolsäure) reagiert bei 200 °C mit Salzsäure. Dabei findet eine Decarboxylierung zum Produkt statt.

### Nach Jacobsen 1886
2,3,5-Trimethylbenzolsulfonsäure wird mittels Natronlauge in ihr Natriumsalz überführt und dieses dann mit Kaliumhydroxid verschmolzen. Durch saure Hydrolyse der Schmelze entsteht das Produkt.

## Eigenschaften

### Chemische Eigenschaften
Die beiden verbleibenden Aryl-Positionen lassen sich durch einen Überschuss an elementarem Brom bromieren. Es entsteht das 2,4-Dibrom-3,5,6-trimethylphenol (wobei die Lokanten sich nur aufgrund der Nomenklatur ändern).